# Женская сборная Сомали по баскетболу
Женская сборная Сомали по баскетболу — женская сборная команда Сомали, представлявшая эту страну на международных баскетбольных соревнованиях. Управляющим органом сборной выступает Федерация баскетбола Сомали.

## История
Женская сборная Сомали по баскетболу дебютировала на международной арене на чемпионате Африки по баскетболу в 1968 году, где заняла последнее пятое место, намного уступая своим соперницам: Алжир – 15:44, ОАЭ – 11:91, Сенегал – 9:77, Мали – 13:42.
Следующий и пока последний выход на баскетбольную площадку чемпионата Африки состоялся в 1978 году, где у себя дома (турнир проводился в Могадишо) команда завоевала серебряную медаль. В соревновании участвовало 3 команды, в первом же матче была обыграна сборная Ганы – 73:69, а затем сборная Сенегала разгромила хозяек – 69:25..
В последующие годы сборная из-за отсутствия финансирования и опыта не участвовала в международных соревнованиях. В августе 2006 года сомалийский Союз исламских судов, издал приказ, запрещающий сомалийским женщинам заниматься спортом, назвав его «наследием старой христианской культуры». Несмотря на это Федерацией баскетбола Сомали было принято решение об участии женской сборной в декабре 2011 года в XII Пан-Арабских играх (Доха). Тренировки команды проходили в Каире, в целях безопасности спортсменок, спортивный зал оцепляли полицейские, время занятий постоянно менялось, баскетболистки после окончания занятий надевали паранджу.
8 декабря 2011 года в матче со сборной Египта состоялся дебют на Пан-Арабских играх, где сборная Сомали заняла 4-е место из 6 команд. На её счету 2 победы (Катар – 67:57, Кувейт – 66:47) и 3 поражения (Египет – 24:90, Ливан – 38:87, Иордания – 50:80).
| Показатель                 | Игрок          | Статистика | Место* |
| -------------------------- | -------------- | ---------- | ------ |
| Очки в среднем за игру     | Манал Кали     | 14,8       | 3      |
| Подборов в среднем за игру | Манал Кали     | 7,2        | 8      |
| Передач в среднем за игру  | Мариам Хуссейн | 3,2        | 4      |

*- место игроков в общем зачёте

## Результаты

### Чемпионат Африки по баскетболу среди женщин
- 1968 : 5
- 1978/79 :  2

### Пан-Арабские игры
- 2011 : 4